# ويليام لويس دايتون جونيور
ويليام لويس دايتون جونيور (بالإنجليزية: William Lewis Dayton, Jr.)‏ هو دبلوماسي ومحامي وقاضي أمريكي، ولد في 13 أبريل 1839، وتوفي في 28 يوليو 1897.